# Marie Dubois
Marie Dubois, pseudonimo di Claudine Lucie Pauline Huzé (Parigi, 12 gennaio 1937 – Lescar, 15 ottobre 2014), è stata un'attrice francese.

## Biografia
Dopo gli studi di recitazione iniziò a lavorare per la televisione, dove venne notata dal regista François Truffaut, che le offrì il suo primo ruolo cinematografico e la battezzò con il suo nome d'arte, omaggiando l'eroina di un romanzo di Jacques Audiberti. Interprete discreta ed elegante, attraversò tutta la stagione d'oro della Nouvelle Vague, in ruoli spesso secondari. Debuttò con un breve ruolo non accreditato nel film Il segno del leone (1959), pellicola d'esordio del regista Éric Rohmer, e successivamente fu diretta da François Truffaut in Tirate sul pianista (1960) e Jules e Jim (1961), e da Jean-Luc Godard in La donna è donna (1961). 
Nonostante le prime avvisaglie della sclerosi a placche, non rinunciò alle richieste dei registi della Nouvelle Vague, ma anche a pellicole meno impegnate e più popolari che la fecero conoscere ed apprezzare dal grande pubblico, in particolare Tre uomini in fuga, film campione di incassi nel 1966 e imbattuto per trent'anni. Fu inoltre diretta da Roger Vadim in Il piacere e l'amore (1964) e da Louis Malle in Il ladro di Parigi (1966), accanto a Jean-Paul Belmondo.
Tra le sue interpretazioni di rilievo durante gli anni settanta, da ricordare quelle nei film Tre amici, le mogli e (affettuosamente) le altre (1974) di Claude Sautet, e L'innocente (1976) di Luchino Visconti. Nel 1978, grazie al film La minaccia, ottenne il Premio César per la migliore attrice non protagonista, ma la malattia si manifestò più forte e questa volta l'attrice decise di sacrificare la propria carriera. Diradò le apparizioni sul grande e sul piccolo schermo ma si impegnò pubblicamente come testimonial per la lotta contro la malattia.
Nel 2007 rimase vedova di Serge Rousseau, agente e attore cinematografico, con cui era sposata dal 1961; dal loro matrimonio nacque una figlia, Dominique (1963). Morì nel 2014 in una casa di riposo di Lescar.

## Filmografia parziale
- Il segno del leone (Le Signe du Lion), regia di Éric Rohmer (1959)
- Tirate sul pianista (Tirez sur le pianiste), regia di François Truffaut (1960)
- Hitler non è morto (Le Monocle noir), regia di Georges Lautner (1961)
- Jules e Jim (Jules et Jim), regia di François Truffaut (1962)
- L'amore impossibile (La Croix des vivants), regia di Ivan Govar (1962)
- Un filo di speranza (Jusqu'au bout du monde), regia di François Villiers (1963)
- Caccia al maschio (La Chasse à l'homme), regia di Édouard Molinaro (1964)
- Il piacere e l'amore (La Ronde), regia di Roger Vadim (1964)
- Week-end a Zuydcoote (Week-end à Zuydcoote), regia di Henri Verneuil (1964)
- Colpo segreto (L'âge ingrat), regia di Gilles Grangier (1964)
- Una vampata di violenza (Les Grandes gueules), regia di Robert Enrico (1965)
- Per il re, per la patria e per Susanna! (Les Fêtes galantes), regia di René Clair (1965)
- Un giovane, una giovane (Un Garçon, une fille. Le dix-septième ciel), regia di Serge Korber (1966)
- Tre uomini in fuga (La Grande vadrouille), regia di Gérard Oury (1966)
- Il ladro di Parigi (Le Voleur), regia di Louis Malle (1967)
- Quei temerari sulle loro pazze, scatenate, scalcinate carriole (Monte Carlo or Bust!), regia di Ken Annakin (1969)
- Il serpente (Le Serpent), regia di Henri Verneuil (1973)
- Coppie infedeli (L'Escapade), regia di Michel Soutter (1974)
- Tre amici, le mogli e (affettuosamente) le altre (Vincent, François, Paul... et les autres), regia di Claude Sautet (1974)
- L'innocente, regia di Luchino Visconti (1976)
- La minaccia (La Menace), regia di Alain Corneau (1977)
- Mio zio d'America (Mon oncle d'Amérique), regia di Alain Resnais (1980)
- L'amico di Vincent (L'Ami de Vincent), regia di Pierre Granier-Deferre (1983)
- Discesa all'inferno (Descente aux enfers), regia di Francis Girod (1986)
- Confidenze a uno sconosciuto (Confidences à un inconnu), regia di Georges Bardawil (1995)
- Profumo d'Africa (Les Caprices d'un fleuve), regia di Bernard Giraudeau (1996)
- Rien ne va plus, regia di Claude Chabrol (1997)